# Burg Greifenstein (Hohenstein)
Die Burg Greifenstein ist die Ruine einer Spornburg im hessischen Aartal im Taunus. Sie liegt in unmittelbarer Nähe zur Ruine der Burg Hohenstein und ist mit dieser geschichtlich verwoben. Sie liegt auf der Gemarkung von Burg-Hohenstein, Gemeinde Hohenstein im Rheingau-Taunus-Kreis.

## Lage und Beschreibung

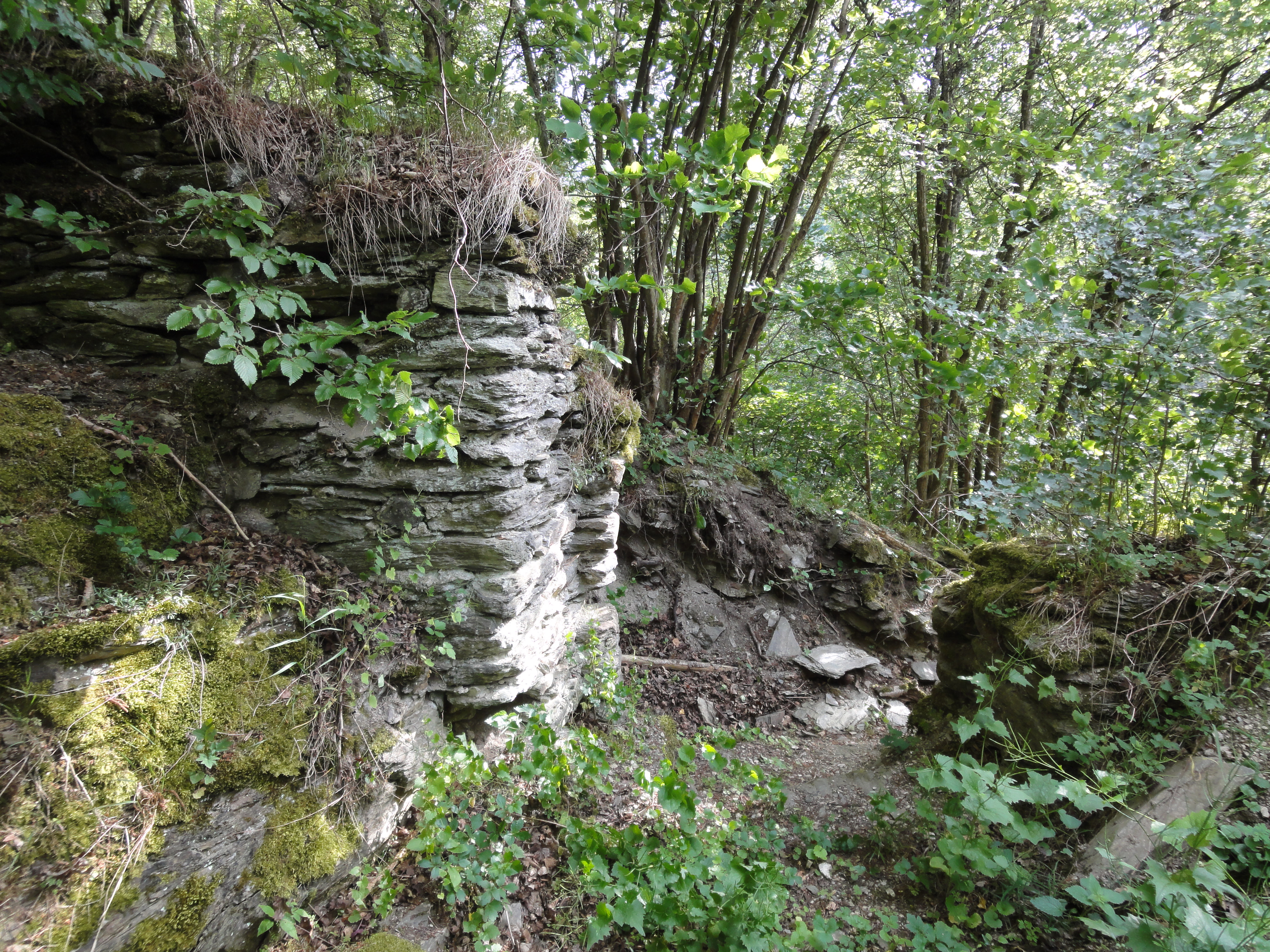
Mauerkante

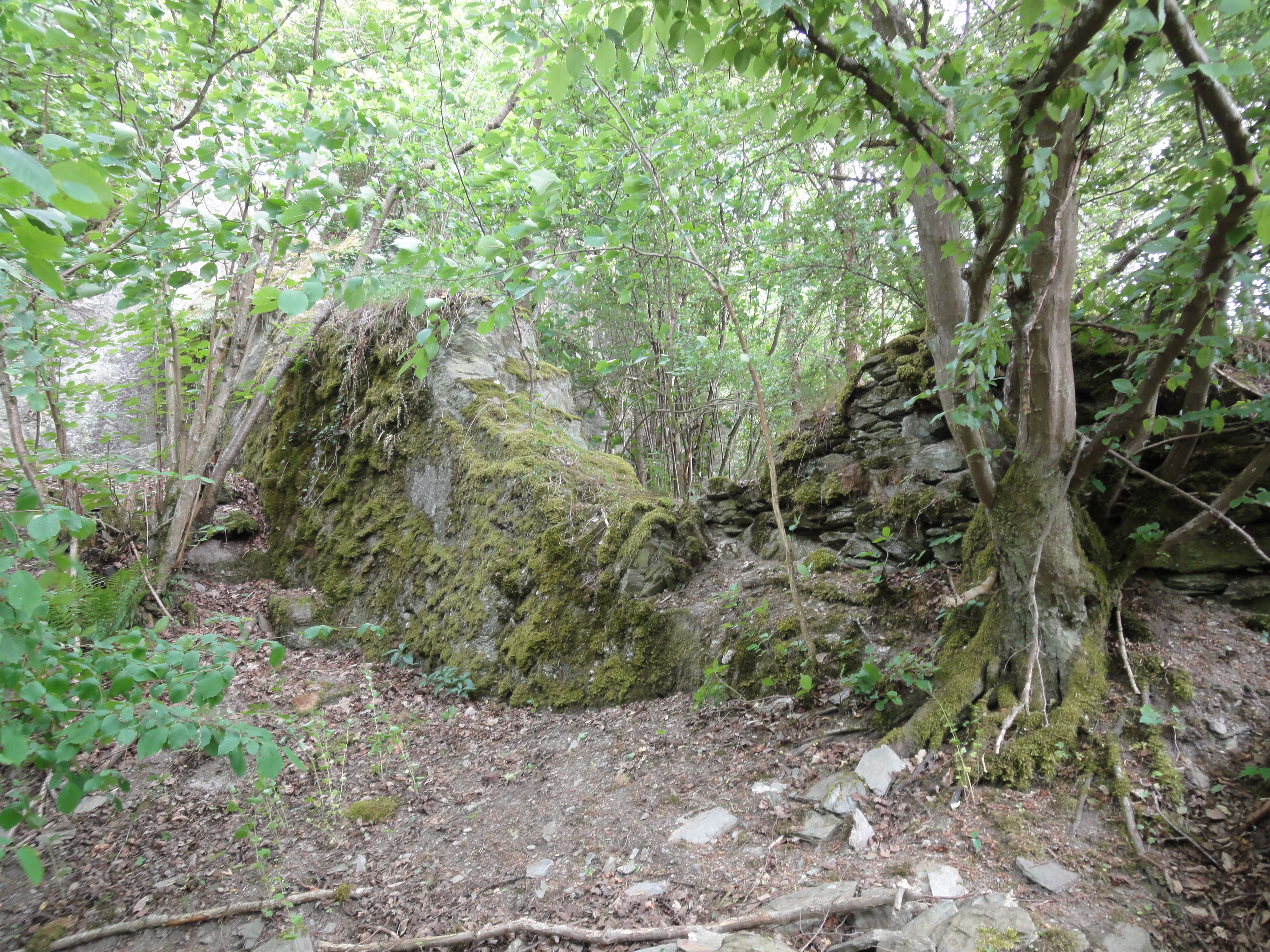
Das Mauerwerk nutzt vorhandene Felsstrukturen

Die Anlage liegt etwa 200 Meter nordwestlich der Burg Hohenstein, auf dem gleichen, hier steil abfallenden, bewaldeten Höhenrücken. Sie wird dabei von der Burg Hohenstein deutlich überragt. Nach Westen, Norden und Osten fällt der Berg steil ab, die Südseite wird durch die Burg Hohenstein eingenommen.
In den Abbildungen Merians von 1646 und Dilichs von 1605 wird sie mit einem Wohnturm, den Resten einer davon abhgehenden Mauer und Resten eines möglichen Turmes an der Spornseite dargestellt.
Die vorzufindenden Ruinenreste stützen diese Darstellung der Burg nicht. Feststellbar sind zwei aneinander stoßende Wohngebäude. In beiden Werken wird der Wohnturm mit West-Ost verlaufendem Satteldach nach Südwesten und im Torbereich nach Südosten mit je einer Tourelle in den Eckbereichen dargestellt.
Die Anlage war insgesamt in die vorhandene Felsstruktur integriert. Heute finden sich noch ausgeprägte Mauerreste, Treppen und bearbeiteter Fels. Das Gelände war wahrscheinlich weitläufig gesichert, Flügelmauern schlossen wahrscheinlich an die Burg Hohenstein an. Von den Wohntürmen, die zum Hohenstein hin an hoch aufragende Felsen grenzten, sind etwa zwei Meter hohe Mauerreste und Bearbeitungsspuren am Fels erhalten.

## Geschichte
Unbekannt ist, wann die Burg entstanden ist. Sicher ist, dass sie ein katzenelnbogisches Lehen war und von Ministerialien bewohnt wurde. Im Lehensverzeichnis Graf Eberhards von Katzenelnbogen von 1386 wird die Überlassung der Burg an seinen Dienstmann Heinrich Breder als Mannlehen genannt.
Erwähnung findet sie als Griffinstein under Hoenstein im Jahr 1448.
Für den Beginn des 15. Jahrhunderts sind weitere Lehensbestätigungen erhalten. Letztmals urkundlich direkt erwähnt wird sie einer Lehensurkunde vom 15. März 1585, in der der erste Landgraf Wilhelm IV. von Hessen-Kassel das Burglehen an vier Ministeriale der Knebel von Katzenelnbogen erneut vergibt, wie dies bereits unter zwei seiner Vorgänger, darunter unter seinem Vater Philipp I. der Landgrafschaft Hessen, geschehen war.
Vermutet wird, dass die Anlage spätestens bei der Belagerung der Burg Hohenstein 1639/40 zerstört wurde. Durch den örtlichen Heimatverein wurden Ende des 20. Jahrhunderts Sondierungsgrabungen an der Anlage vorgenommen.

## Denkmalschutz
Der Bereich der Ruine ist ein Bodendenkmal nach dem Hessischen Denkmalschutzgesetz. Nachforschungen und gezieltes Sammeln von Funden sind genehmigungspflichtig, Zufallsfunde an die Denkmalbehörden zu melden.